# Relationer mellan Finland och Ryssland
Relationerna mellan Finland och Ryssland inleddes på diplomatisk nivå 30 december 1991. Finland har en ambassad i Moskva, samt generalkonsulat i Sankt Petersburg, Murmansk och Petrozavodsk. Ryssland har en ambassad i Helsingfors, samt generalkonsulat i Åbo och konsulat i Mariehamn.
I och med konflikten i östra Ukraina har Finland vissa sanktioner mot Ryssland, exempelvis är det förbjudet att exportera till eller importera militär utrustning från Ryssland. Finland betraktar den ryska annekteringen av Krim som olaglig.
Se även: Internationella reaktioner mot Ryssland i samband med Ukraina-krisen